# Aleksiej Wołkow (biathlonista)
Aleksiej Anatoljewicz Wołkow (ros. Алексей Анатольевич Волков; ur. 5 kwietnia 1988 w Radużnym) – rosyjski biathlonista, mistrz olimpijski i mistrz świata juniorów.

## Kariera
Pierwszy sukces osiągnął w 2009 roku, kiedy na mistrzostwach świata juniorów w Canmore zdobył brązowy medal w biegu indywidualnym i sztafecie.
W zawodach Pucharu Świata zadebiutował 5 grudnia 2009 roku w Östersund, zajmując 74. miejsce w sprincie. Pierwsze punkty zdobył 13 marca 2010 roku w Kontiolahti, zajmując 9. miejsce w tej samej konkurencji. Na podium zawodów tego cyklu pierwszy raz stanął 5 stycznia 2014 roku w Oberhofie, kończąc rywalizację w biegu masowym na drugiej pozycji. W zawodach tych rozdzielił Francuza Martina Fourcade’a i Tarjei Bø z Norwegii. W kolejnych startach jeszcze dwukrotnie stanął na podium: 11 stycznia 2014 roku w Ruhpolding był drugi w biegu indywidualnym, a 2 grudnia 2015 roku w Östersund był trzeci w tej konkurencji. Najlepsze wyniki osiągnął w sezonie 2013/2014, kiedy zajął 21. miejsce w klasyfikacji generalnej.
Podczas igrzysk olimpijskich w Soczi w 2014 roku razem z Jewgienijem Ustiugowem, Dmitrijem Małyszko i Antonem Szypulinem zdobył złoty medal w sztafecie. Zajął tam także 63. miejsce w biegu indywidualnym. Na rozgrywanych dwa lata później mistrzostwach świata w Hochfilzen sztafeta Rosji w składzie: Aleksiej Wołkow, Maksim Cwietkow, Anton Babikow i Anton Szypulin zdobyła złoty medal. Był też między innymi dziewiąty w biegu indywidualnym podczas mistrzostw świata w Kontiolahti w 2015 roku.
Wielokrotnie zdobywał medale na mistrzostwach Europy, w tym złote: w sztafecie na ME w Ufie (2009), biegu pościgowym na ME w Otepää (2010) i ME w Ridnaun (2011), sprincie i biegu pościgowym na ME w Osrible (2012) oraz biegu indywidualnym na ME w Otepää (2015).

## Osiągnięcia

### Zimowe igrzyska olimpijskie
| Rok  | Miejscowość | Konkurencje | Konkurencje | Konkurencje | Konkurencje | Konkurencje | Konkurencje | Konkurencje |
| Rok  | Miejscowość | IN          | SP          | PU          | MS          | RL          | MR          | SR          |
| ---- | ----------- | ----------- | ----------- | ----------- | ----------- | ----------- | ----------- | ----------- |
| 2014 | Soczi       | 63.         | –           | –           | –           | 1.          | nd.         | –           |

### Mistrzostwa świata
| Rok  | Miejscowość | Konkurencje | Konkurencje | Konkurencje | Konkurencje | Konkurencje | Konkurencje | Konkurencje |
| Rok  | Miejscowość | IN          | SP          | PU          | MS          | RL          | MR          | SR          |
| ---- | ----------- | ----------- | ----------- | ----------- | ----------- | ----------- | ----------- | ----------- |
| 2012 | Ruhpolding  | 21.         | –           | –           | –           | –           | –           | –           |
| 2013 | Nové Město  | 15.         | –           | –           | –           | –           | –           | –           |
| 2015 | Kontiolahti | 9.          | –           | –           | –           | 4.          | –           | –           |
| 2016 | Oslo        | 39.         | –           | –           | –           | –           | –           | –           |
| 2017 | Hochfilzen  | 11.         | –           | –           | –           | 1.          | –           | –           |

### Mistrzostwa świata juniorów
| Rok  | Miejscowość | Konkurencje | Konkurencje | Konkurencje | Konkurencje | Konkurencje | Konkurencje | Konkurencje |
| Rok  | Miejscowość | IN          | SP          | PU          | MS          | RL          | MR          | SR          |
| ---- | ----------- | ----------- | ----------- | ----------- | ----------- | ----------- | ----------- | ----------- |
| 2009 | Canmore     | 2.          | 26.         | 21.         | nd.         | 2.          | nd.         | –           |

### Puchar Świata

#### Miejsca w klasyfikacji generalnej
| Sezon     | Miejsce |
| --------- | ------- |
| 2009/2010 | 51.     |
| 2010/2011 | 56.     |
| 2011/2012 | 38.     |
| 2012/2013 | 33.     |
| 2013/2014 | 21.     |
| 2014/2015 | 58.     |
| 2015/2016 | 43.     |
| 2016/2017 | 56.     |
| 2017/2018 | 67.     |

#### Miejsca na podium chronologicznie
| Lp. | Dzień       | Rok  | Miejscowość | Konkurencja                | Lokata | Pudła   | Czas biegu | Strata | Zwycięzca            |
| --- | ----------- | ---- | ----------- | -------------------------- | ------ | ------- | ---------- | ------ | -------------------- |
| 1.  | 5 stycznia  | 2014 | Oberhof     | Bieg masowy na 15 km       | 2.     | 0+0+0+0 | 37:44,6    | +5,2   | Martin Fourcade      |
| 2.  | 11 stycznia | 2014 | Ruhpolding  | Bieg indywidualny na 20 km | 2.     | 0+0+0+0 | 49:13,1    | +14,6  | Emil Hegle Svendsen  |
| 3.  | 2 grudnia   | 2015 | Östersund   | Bieg indywidualny na 20 km | 3.     | 0+0+0+0 | 50:52,7    | +38,2  | Ole Einar Bjørndalen |

### Puchar IBU

#### Miejsca w klasyfikacji generalnej
| Sezon     | Miejsce |
| --------- | ------- |
| 2009/2010 | 20      |
| 2010/2011 | 71      |
| 2011/2012 | 56      |
| 2012/2013 | 14      |
| 2013/2014 | –       |
| 2014/2015 | 34      |
| 2015/2016 | –       |
| 2016/2017 | 1       |

#### Miejsca na podium chronologicznie
| Lp. | Dzień       | Rok  | Miejscowość          | Konkurencja                | Lokata | Pudła   | Czas biegu | Strata | Zwycięzca              |
| --- | ----------- | ---- | -------------------- | -------------------------- | ------ | ------- | ---------- | ------ | ---------------------- |
| 1.  | 15 stycznia | 2010 | Nové Město na Moravě | Bieg indywidualny na 20 km | 1.     | 0+1+0+0 | 52:57,7    | –      | –                      |
| 2.  | 8 stycznia  | 2011 | Nové Město na Moravě | Bieg indywidualny na 20 km | 2.     | 0+0+0+0 | 51:10,5    | +25,0  | Erik Lesser            |
| 3.  | 10 grudnia  | 2011 | Ridnaun              | Bieg indywidualny na 20 km | 2.     | 0+1+0+1 | 50:57,0    | +20,2  | Jean-Guillaume Béatrix |
| 4.  | 15 grudnia  | 2012 | Ridnaun              | Sprint na 10 km            | 1.     | 0+0     | 27:10,2    | –      | –                      |
| 5.  | 16 grudnia  | 2012 | Ridnaun              | Bieg pościgowy na 12,5 km  | 2.     | 0+1+0+1 | 36:08,6    | +23,9  | Tobias Eberhard        |
| 6.  | 2 lutego    | 2013 | Martell              | Sprint na 10 km            | 2.     | 0+0     | 27:01,6    | +15,5  | Erlend Bjøntegaard     |
| 7.  | 3 lutego    | 2013 | Martell              | Bieg pościgowy na 12,5 km  | 2.     | 0+0+1+1 | 35:40,4    | +3,8   | Erlend Bjøntegaard     |